# Ung thư nội mạc tử cung
Ung thư nội mạc tử cung là một loại ung thư phát sinh từ nội mạc tử cung. Nó là kết quả của sự phát triển bất thường của các tế bào có khả năng xâm nhập, lây lan đến các bộ phận khác của cơ thể. Các dấu hiệu đầu tiên là thường xuyên nhất là chảy máu âm đạo kết hợp với kinh nguyệt. Các triệu chứng khác bao gồm đau khi đi tiểu hoặc giao hợp, hoặc đau vùng xương chậu. Ung thư nội mạc tử cung xảy ra thường nhất sau thời kỳ mãn kinh và thường liên quan tới cao huyết áp và đái tháo đường.
Khoảng 40% các trường hợp có liên quan đến béo phì. Ung thư nội mạc tử cung cũng có liên quan đến phơi nhiễm quá mức estrogen, huyết áp cao và bệnh tiểu đường. Trong khi chỉ riêng việc sử dụng estrogen làm tăng nguy cơ ung thư nội mạc tử cung của, nếu dùng cả estrogen và progesterone kết hợp, như trong hầu hết các loại thuốc tránh thai, làm giảm nguy cơ. Từ hai đến năm phần trăm các trường hợp có liên quan đến gen di truyền từ cha mẹ của người đó. Ung thư nội mạc tử cung đôi khi được gọi một cách lỏng lẻo là "ung thư tử cung", mặc dù nó là khác biệt với các hình thức khác của bệnh ung thư tử cung như ung thư cổ tử cung, tử cung sarcoma, và bệnh trophoblastic. Các loại thường gặp nhất của ung thư nội mạc tử cung là ung thư biểu mô endometrioid, chiếm hơn 80% các trường hợp. Ung thư nội mạc tử cung thường được chẩn đoán bằng sinh thiết nội mạc tử cung hoặc bằng cách lấy mẫu trong một thủ tục gọi là nong và nạo. Xét nghiệm pap là không thường đủ. Việc tầm soát thường xuyên ở những người có nguy cơ bình thường không được khuyến nghị.
Các lựa chọn điều trị ung thư hàng đầu cho nội mạc tử cung là phẫu thuật ổ bụng (loại bỏ hoàn toàn bằng phẫu thuật tử cung), cùng với việc loại bỏ các ống dẫn trứng và buồng trứng ở cả hai bên, được gọi là một salpingo-cắt buồng trứng song phương. Trong trường hợp tiên tiến hơn, xạ trị, hóa trị hoặc điều trị bằng hormone cũng có thể được khuyến khích. Nếu bệnh được bắt gặp ở giai đoạn đầu, kết quả là thuận lợi, và tỷ lệ sống sót sau năm năm chung tại Hoa Kỳ là lớn hơn 80%.
Trong năm 2012, ung thư nội mạc tử cung xảy ra trong 320.000 phụ nữ và gây ra 76.000 ca tử vong. Điều này làm cho nó trở thành thứ ba nguyên nhân phổ biến nhất gây tử vong từ bệnh ung thư của phụ nữ, đằng sau buồng trứng và ung thư cổ tử cung. Nó là phổ biến hơn ở các nước phát triển và là loại ung thư phổ biến nhất ở đường sinh dục nữ ở các nước đang phát triển. Tỷ lệ ung thư nội mạc tử cung đã tăng ở một số quốc gia giữa thập niên 1980 và 2010. Điều này được cho là do số lượng ngày càng tăng của người cao tuổi và tăng tỉ lệ béo phì.